# 武汉大学医学职业技术学院
武汉大学医学职业技术学院，又名武汉大学医学院附属卫生学校，是武汉大学的一个学院，位于医学部，2011年改为现名。原为湖北医科大学职业技术学院、附属卫生学校。2000年湖北医科大学并入武大，2010年12月31日湖北省人民政府和武汉大学签订了《关于原湖北医科大学职业技术学院整体接收工作协议》后正式纳入武汉大学医学部统一管理。